# Szerencsejatek
Szerencsejáték («Рулетка») — шестой номерной альбом венгерской поп-группы «Neoton Familia», записанный в 1982 году на лейбле Pepita. Звучание группы претерпевает изменение: если раньше они пытались подражать в первую очередь диско-группам вроде «Boney’M» и «Dschinghis Khan», то новый альбом содержал большое количество поп- и рок-композиций. После выхода альбома группу «Neoton Familia» стали называть «венгерская АББА». По результатам продаж в Венгрии «Szerencsejáték» получил платиновый статус и вошёл в тройку самых продаваемых альбомов года, а также стал наиболее продаваемым диском-гигантом группы в странах Восточной Европы. Альбом был № 1 в венгерском еженедельном хит-параде Ifjúsági Magazin Slágerlistája и занял первую строчку в годовом Slágerlistá'82 TOP10 отечественных альбомов, оттеснив на 2-е место очередной альбом группы «Hungária» — «Aréna». Но, начиная с этого альбома, популярность группы в Западной Европе падает и сохраняется лишь в Восточной Европе, СССР и в странах Азии (Япония, Южная Корея и Филиппины).

## Список композиций
1. Monte Carlo (Монте Карло) — 3:49

2. Eszterlánc (Скованный цепями) — 3:47

3. Tini-dal (Песенка подростка) — 3:30

4. Napfogyatkozás (Заход солнца) — 3:45

5. Üvegház (Стеклянный дом) — 4:14

6. Kell, hogy várj! (Нужно дождаться!) — 3:47

7. Nem szállunk ki a hajóból (Не уходи с корабля) — 3:55

8. Rongyszőnyeg (Коврик для ног) — 4:19

9. Jöjj el! (Приходи!) — 3:23

10. Szárszó (В дерьме) — 3:08

11. Születésnap (День рождения) — 3:30

12. Szerencsejáték (Рулетка) — 4:30
Композиции «Monte Carlo» и «Tini-dal» были № 1 в еженедельном венгерском радио-чарте Magyar Rádió Slágerlistája, также композиция «Monte Carlo» была № 1 в годовом Slágerlistá'82 TOP20, «Eszterlánc» — № 7 и «Tini-dal» — № 13, но как сингл на территории Венгрии ни одна из песен альбома не была выпущена. Композиция "Üvegház" стала последней, на которой лид-вокал принадлежал Эве Паль.

## Альбом «Gamble»
В том же 1982 году группа записала англоязычную версию альбома «Рулетка» — «Gamble», которая была выпущена в Японии и получила в этой стране золотую сертификацию по итогам продаж. Синглом с альбома вышла композиция «Tini dal»/«Heartbreaker», которая не попала в чарт продаж, но вошла в TOP10 японского радио-чарта.

## Список композиций
1. Monte Carlo (Monte Carlo)

2. Lady Mary Anne (Eszterlánc)

3. Boat song (Nem szállunk ki a hajóból)

4. Rainbow (Napfogyatkozás)

5. She’s home (Üvegház)

6. River deep, river slow (Kell, hogy várj!)

7. Silly song (Tini-dal)

8. Heartbreaker (Rongyszőnyeg)

9. Who let the heartache in (Jöjj el!)

10. Save me (Szárszó)

11. Hijack (Születésnap)

12. Gambling (Szerencsejáték)